# Девід Ган
 Девід Ган  ( David Hahn ) (30 жовтня 1976 - 27 вересня 2016), також відомий як «Радіоактивний бойскаут», людина, яка прославилася тим, що намагалася в 17-річному віці створити саморобний ядерний реактор-розмножувач (брідер) у сараї поруч зі своїм будинком на околиці  Детройту.

## Створення  реактору
Девід Ган роками ставив різні досліди з хімічними реактивами у підвалі свого будинку, його експерименти часто закінчувалися невеликими вибухами та іншими інцидентами. "Золота книга хімічних експериментів" стала для юного Хана настільною книгою, він намагався отримати всі елементи з періодичної таблиці Менделєєва, включаючи радіоактивні зразки. Ган старанно збирав радіоактивні матеріали, витягуючи їх у невеликій кількості з різних побутових приладів, так, наприклад, америцій він добував з детекторів диму, торій з розжарювальної сітки туристських ліхтарів, радій з годинників із з  люмінесцентними стрілками і тритій з  нічних прицілів для спортивних луків. Його «реактор» було зроблено з великої порожнистої брили свинцю, він використовував літій для того, щоб очистити попіл, що містить торій за допомогою газового пальника. 
Ган видавав себе за дорослого вченого або шкільного вчителя фізики для того, щоб заслужити довіру фахівців, з якими він успішно листувався, незважаючи на очевидні помилки в його листах. 
Хоча його саморобний реактор так і не досяг критичного стану, в кінці він випромінював токсичні рівні  радіації, що приблизно в 1000 разів перевищували звичайні фонові показники для цієї місцевості. Злякавшись, Ган вирішив покінчити зі своїми експериментами, «утилізувати» всі складові частини свого реактора в лісі. Щоб уникнути зайвих питань, завантаження небезпечного вантажу він вирішив проводити глупої ночі 31 серпня 1995 року, чим привернув увагу поліції. У результаті все закінчилося втручанням ФБР та Комісії з ядерного регулювання. Сарай був зруйнований і разом зі своїм вмістом закопаний в могильнику для слаборадіоактівних відходів у штаті Юта, а навколишня місцевість  дезактивована. Ган відмовився пройти медичне обстеження, на предмет впливу радіації на своє здоров'я. 
«Це була ситуація, яку регулювання було не в силах передбачити», - сказав Дейв Мінаар, експерт-радіолог з Мічиганського Департаменту Якості Навколишнього Середовища, - «Вважалося, що звичайна людина не зможе отримати в руки технологію або матеріали, які потрібні для занять експериментами в цій галузі».

## Подальше життя
Після випадку з саморобним реактором Ган, поступив в коледж проте не закінчив його, після чого він записався до лав американської армії. Його місцем служби став атомний авіаносець  USS Enterprise, згодом його перевели в  морську піхоту. У 2007 році Девід Ган  демобілізувався, але незабаром був заарештований за крадіжку пожежних датчиків-детекторів диму. В 2016 році Девід помер, за деякими даними причиною смерті було алкогольне отруєння.